# Sarcophaga gresiventris
Sarcophaga gresiventris är en tvåvingeart som beskrevs av Salem 1946. Sarcophaga gresiventris ingår i släktet Sarcophaga och familjen köttflugor. Inga underarter finns listade i Catalogue of Life.